# Aquarium (Suvorov)
"El Acuario", publicado en 1985, es una novela de Víktor Suvórov, escrita de manera autobiográfica. En el libro el autor describe su paso por el servicio de inteligencia militar de la URSS (Directorio Principal de Inteligencia, más conocido por sus siglas en ruso como el GRU),  y su deserción final a Occidente, desengañado por la situación en su patria y por sus actuaciones en el GRU.

## Argumento
El comandante de una compañía de carros de combate, el teniente de primera Víktor Suvórov, se destaca de forma extemporánea durante unas maniobras militares: cuando, en medio del desconcierto provocado por una alarma de combate, los blindados del regimiento quedan bloqueados en el parque del cuartel, estorbándose unos a otros. Suvórov rompe con su tanque un cacho de muro del recinto, consiguiendo así sacar a su compañía del peligro de un devastador ataque aéreo inicial contra el cuartel. Avanzando con su unidad en busca del enemigo, y sin contacto con el centro de mando, Suvórov se topa con una batería de misiles, (que resultará ser una maqueta) y la destruye de inmediato, conforme las directivas militares de los ejércitos acorazados. Sin embargo, la alarma inicial resulta ser un ejercicio, y Suvórov es castigado por su conducta. Sin embargo, el jefe del departamento de inteligencia del cuartel general del ejército número 13, el teniente coronel Kravtsov, quien está  formando su propio grupo de subalternos reclutando "personas de la multitud", paraliza la ejecución del castigo y se lleva a Suvórov al departamento de inteligencia del cuartel general del ejército. Mientras recopila información sobre los movimientos de las fuerzas de los países de la OTAN, Suvórov adivina la existencia de secciones secretas dentro del departamento de inteligencia. Sorprendido por su ingenio, Kravtsov envía a Suvórov a prepararse con la Tercera Sección, en otras palabras, con las "fuerzas especiales de los Spetsnaz ". En el proceso de los entrenamientos Suvórov y el grupo de saboteadores a los que supervisa son arrojados en paracaídas tras las líneas "enemigas". Allí serán acosados por los "enemigos" durante 23 días, hasta ser finalmente capturados.
Suvórov asciende a capitán y es transferido con su protector al departamento de inteligencia de la sede del distrito militar de los Cárpatos. Allí continúa  alternando las labores de analista de inteligencia con su entrenamiento en los Spetsnaz. Kravtsov le dice a Suvórov que su mecenas, el teniente general Obatúrov, también eligió a Kravtsov "de la multitud" y desde entonces lo ha hecho ascender siguiendo sus pasos. Explica que el grupo de Obatúrov está luchando por el poder. A partir de entonces, Kravtsov le encarga a Suvórov determinadas tareas clandestinas: algunas reales, dirigidas contra los funcionarios del partido y la KGB, y otras ficticias, para probar su desempeño y lealtad. Suvórov descubre accidentalmente la existencia de una organización denominada "El Acuario". Le pregunta a Kravtsov  y este le informa de que el Acuario es el edificio principal de la 2.ª Dirección Principal del Estado Mayor, es decir, la Dirección Principal de Inteligencia (el GRU). Pero Kravtsov no descubre más detalles sobre la organización, indicando que esta es totalmente secreta y que no conviene saber de ella.
Posteriormente, y a iniciativa de Kravtsov, Suvórov es convocado a la Décima Dirección General del Estado Mayor, para que se prepare como asesor militar. Pero en realidad la llamada proviene del GRU. Suvórov pasa con éxito los agotadores exámenes de acceso y entra en la Academia Diplomática y de Guerra, donde estudia durante 5 años, casi al límite de sus capacidades. Como examen final, Suvórov recluta con éxito a un ingeniero en una planta secreta de misiles en Mytishchi. Habiendo terminado finalmente su preparación en la academia, Suvórov es enviado a la embajada soviética en Viena. En un primer momento, Suvórov trabaja proporcionando asistencia a aquellos agentes que están directamente involucrados en la obtención de información..Sin embargo, tras lograr reclutar en una operación su propio agente el mismo Suvorov pasa a tener sus agentes auxiliares. Tras una serie de altibajos en su posición, Suvórov idea con éxito la operación "turismo alpino", gracias a la cual se las arregla para reclutar a un hombre de la base española de Rota, donde se basan los misiles submarinos estadounidenses. Suvórov se encuentra en un estado de júbilo.
Tras este reclutamiento, la situación se torna peligrosa para Suvórov. Tras una serie de misiones moralmente ambiguas, el júbilo anterior se transforma en decepción. Suvórov, temiendo ya por su propia suerte, decide desertar a Occidente.

## Otra información
- El autor cambia los nombres y apellidos de los personajes principales, e incluso del lugar principal del desarrollo de la trama, ya que el autor estuvo destinado en Ginebra y en la obra Suvórov está destinado en Viena. Con esto, el autor se protege a sí mismo y a alguno de sus antiguos colaboradores, a la vez que contrapesa las acusaciones de revelación de secretos oficiales.

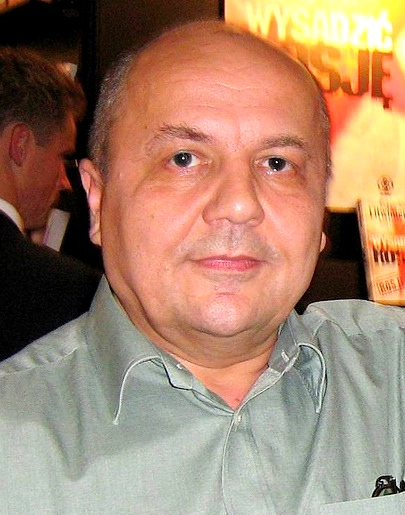
Víktor Suvórov, seudónimo de Vladímir Rezún

- La exposición en la que se realiza una operación de reclutamiento a gran escala coincide con la exposición Telecom-75 (Telecom 75, Ginebra, Suiza, del 2 al 10 de octubre de 1975).
- El libro menciona una operación en la que la KGB captura a un antiguo desertor. Es el caso de Nikolái Fiódorovich Artamónov, también conocido como Nicholas Shadrin.[1]
- El libro menciona una planta de cohetes en Mytishchi, pero se refiere de hecho a la planta de construcción de máquinas de transporte  Metrovagonmash. Esta nunca construyó cohetes, pero estaba relacionada con la producción de otros equipos militares.
- El libro describe la cremación "en vivo" de un excoronel del GRU. A menudo se supone que se trataba de Oleg Penkovski. Suvórov no menciona el nombre del oficial en ninguna parte, pero en una entrevista declaró que no sabía si la película era real o ficticia. Sin embargo, los veteranos de GRU afirman que tal práctica nunca existió en la inteligencia soviética, y que todo este episodio parte de la creatividad de Suvórov. Sin embargo, en un artículo de Joseph Brodsky para The New Republic, este afirma que un tal Ernst le contó una historia que había conocido de un emigrante ruso que trabajaba en la URSS en un crematorio y que había visto cómo se incineraba vivo a un hombre en presencia de un gran grupo de oficiales del GRU y del Primer Directorio del KGB. El proceso de la cremación se recogió en una película.

## Ediciones  y traducciones
El libro fue publicado por primera vez en 1985 en inglés, por la editorial Hamish Hamilton, con el título «Aquarium: the career and defection of a Soviet military spy», e inmediatamente un año después por Macmillan Publishers, con el título «Inside the Aquarium: the making of a top Soviet spy» . Un año después, en 1987, el libro fue publicado en ruso en una editorial de la emigración rusa con sede en Londres, la Overseas Publications Interchange. El exempleado del GRU Aleksandr Kadétov en su libro "Cómo Víktor Suvórov traicionó el Acuario" afirma que Suvórov lo escribió junto con un "equipo" de autores de SIS y que la publicación del libro fue financiada por los servicios secretos.
En agosto de 1991, se publicaron extractos de "El Acuario" en la revista semanal rusa Literatúrnaya gazeta. Hubo una solicitud de la oficina editorial de la revista al GRU sobre el grado de verosimilitud de los eventos descritos en el libro, pero la solicitud quedó sin respuesta. A continuación se desarrolló una polémica sobre el libro en varias publicaciones rusas. En el mismo año, la historia fue publicada en su totalidad (por primera vez en la URSS) en la revista literaria Nevá, y, rápidamente, "El Acuario" se editó como un libro completo y literalmente inundó las librerías rusas. El general del GRU  Vitali Nikolski, participando en la polémica en contra de Suvórov, señaló que la publicación de Aquarium en ruso "hizo mucho ruido" y se convirtió en un bestseller durante mucho tiempo.
En las reseñas de la primera publicación (en inglés), los críticos evaluaron positivamente el desarrollo de la trama, presentada en el espíritu de las mejores novelas de espionaje, y, aun cuando consideraron que ciertas declaraciones presentadas en el libro eran cuestionables, afirmaron que el libro constituía una descripción convincente de la vida cotidiana del espionaje, y de las intrigas internas y la rivalidad entre el GRU y el KGB. "El Acuario" ha sido considerado como el mejor de los primeros cuatro libros de Suvórov.
La novela ha sido traducida a más de 20 idiomas, con sus ediciones principales en ruso, inglés y polaco.

## Adaptación cinematográfica
El libro sido adaptado al cine en una película polaca de 1996. Escrita y dirigida por A. Krause, con Yuri Smolsky encarnando el papel de Suvórov. El propio autor del libro aparece en alguna escena de la película. En la versión cinematográfica se producen algunas desviaciones de la trama original de la obra de Suvórov.